# Pawieł Usau
Pawieł Usau (biał. Павел Усаў, ros. Павел Усов, Pawieł Usow, ur. 1975 w Mohylewie) – białoruski politolog, nauczyciel akademicki, publicysta i analityk.

## Życiorys

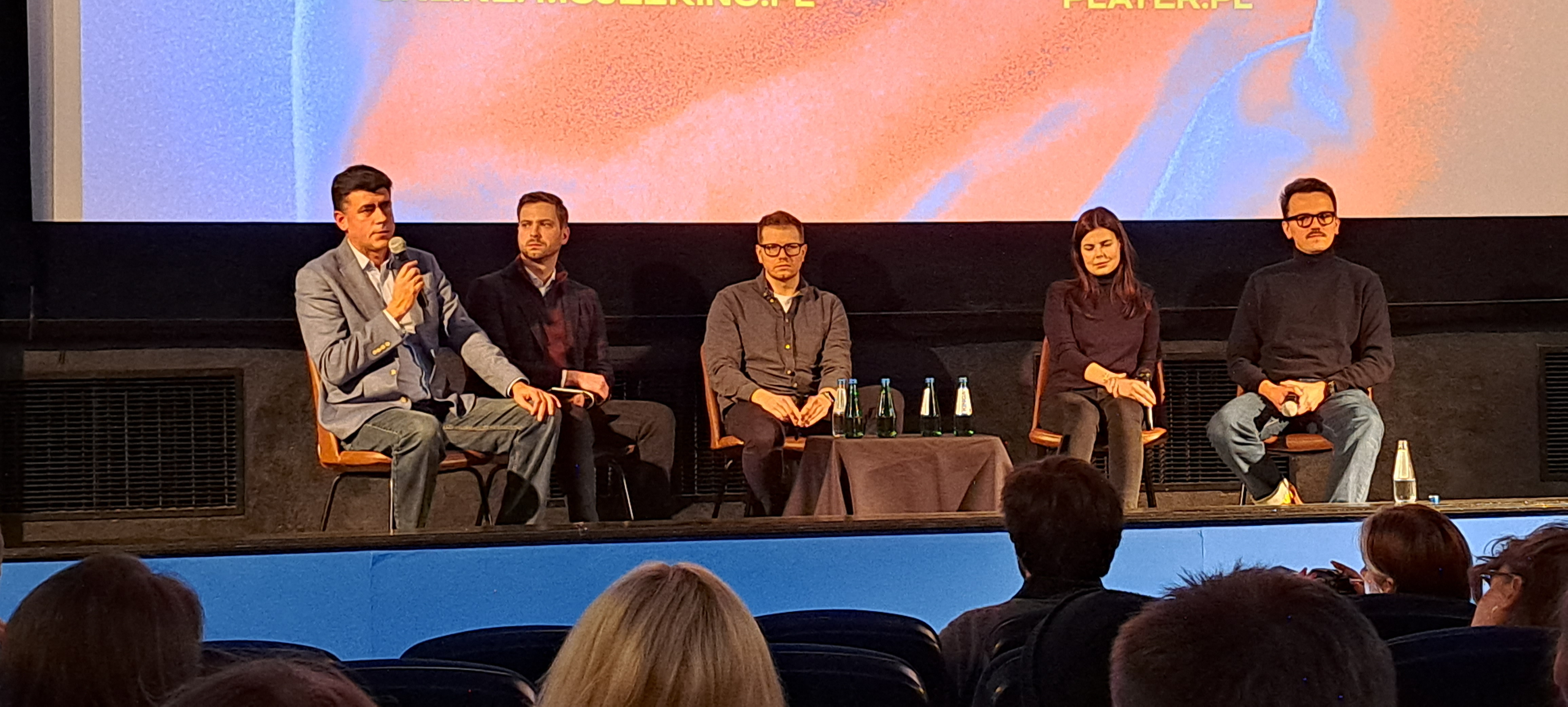
Pawieł Usau (pierwszy od lewej) występuje podczas Festiwalu Watch Docs w Warszawie, 4 grudnia 2022

Ukończył studia na Wydziale Historycznym Mohylewskiego Uniwersytetu Państwowego im. Arkadzia Kulaszoua oraz studia podyplomowe w Studium Europy Wschodniej Uniwersytetu Warszawskiego Uczestniczył w Programie Stypendialnym im. Lane'a Kirklanda na Uniwersytecie Wrocławskim. Był słuchaczem studiów doktoranckich w Katedrze Politologii Białoruskiego Uniwersytetu Państwowego oraz w Szkole Nauk Społecznych Polskiej Akademii Nauk (PAN). W 2012 w Instytucie Studiów Politycznych PAN uzyskał stopień doktora nauk społecznych na podstawie rozprawy pt. Powstanie i konsolidacja reżimu neoautorytarnego na Białorusi w latach 1994–2010.
Pracował jako starszy wykładowca w Katedrze Politologii i Socjologii Mohylewskiego Uniwersytetu Państwowego. Działał w Białoruskiej Socjaldemokratycznej Partii (Hramada), był szefem organizacji obwodowej w Mohylewie, a także szefem miejskiej organizacji „Młodzi Socjaldemokraci”. W związku z działalnością polityczną w 2005 został zmuszony do rezygnacji z pracy na uczelni.
Prowadził wykłady na temat sytuacji na Białorusi i innych państwach byłego ZSRR na uczelniach w Polsce i Słowacji. Obecnie jest dyrektorem Centrum Prognoz i Analiz Politycznych. Współpracuje z Białoruskim Centrum Studiów Europejskich oraz portalem informacyjno-analitycznym „Nowaja Europa”.
Jest autorem kilkudziesięciu artykułów naukowych, publicystycznych i analiz politycznych z dziedziny polityki i geopolityki, publikował m.in. w czasopiśmie „ARCHE”. Jest komentatorem politycznym Polskiego Radia (Redakcja Białoruska), Telewizji Biełsat oraz portalu „Biełorusskij partizan”.
Zajmuje się badaniem specyfiki formowania, funkcjonowania i transformacji reżimów autorytarnych, w szczególności na Białorusi oraz procesami geopolitycznymi w przestrzeni postradzieckiej.
W 2024 roku skazany zaocznie na Białorusi na 11 lat więzienia w sprawie „analityków Swiatłany Cichanouskiej”.

## Publikacje
- Powstanie, konsolidacja i funkcjonowanie reżimu neoautorytarnego na Białorusi w latach 1994–2010. Warszawa: ISP PAN, 2014, ss. 360. ISBN 978-83-64091-25-4